# کراماژنه
کراماژنه (به لهستانی:  Kramarzyny) یک روستا در لهستان است که در گمینا توخومیه واقع شده‌است.
 کراماژنه  ۵۸۶ نفر جمعیت دارد.